# Le Thuit-Signol
Le Thuit-Signol is een plaats en voormalige gemeente in het Franse departement Eure (regio Normandië) en telt 1766 inwoners (1999). De plaats maakt deel uit van het arrondissement Bernay. Le Thuit-Signol is op 1 januari 2016 gefuseerd met de gemeenten Le Thuit-Anger en Le Thuit-Simer tot de gemeente Le Thuit de l'Oison. 

## Geografie
De oppervlakte van Le Thuit-Signol bedraagt 9,8 km², de bevolkingsdichtheid is 180,2 inwoners per km².
De onderstaande kaart toont de ligging van Le Thuit-Signol met de belangrijkste infrastructuur en aangrenzende gemeenten.

## Demografie
Onderstaande figuur toont het verloop van het inwonertal (bron: INSEE-tellingen).